# Curt Wittlin
Curt Joseph Wittlin (Reinach, Basilea-Camp, 13 d'abril de 1941 - Tortosa, Baix Ebre, 23 de setembre de 2019) va ser un filòleg suís i un expert de la llengua i literatura catalana medieval; es dedicà particularment a la figura d'Eiximenis.

## Biografia
Wittlin estudià filologia romànica a Basilea amb Germà Colon, i més tard amplià estudis a París, Florència i a la Universitat de Barcelona. Es doctorà el 1965 amb una tesi sobre la traducció catalana del Tresor de Brunetto Latini feta per Guillem de Copons. Fou nomenat catedràtic de filologia romànica i lingüística històrica de la universitat de Saskatchewan, a Saskatoon (Canadà), on arribà el 1967.
Es va especialitzar en l'edició de traduccions medievals a Europa de texts de Ciceró, Sant Agustí, Joan de Gal·les i altres. Va treballar també sobre Ramon Llull i sobre la història de les biblioteques medievals catalanes. Això no obstant, l'autor català medieval al qual es va dedicar més és Francesc Eiximenis. La majoria de les edicions modernes de les obres de Francesc Eiximenis es deuen totalment o parcial a Curt Wittlin. Així mateix, Wittlin va dedicar nombrosos estudis i articles a Francesc Eiximenis.
El 1997 ingressà a l'Institut d'Estudis Catalans i del 1990 al 1993 fou president de la Societat Catalana de Nord-amèrica. El 1999 va rebre el Premi Internacional Catalònia de l'Institut d'Estudis Catalans i el 2000 va ser guardonat amb la Creu de Sant Jordi. Des de 2004 fou membre corresponent estranger de la Reial Acadèmia de Bones Lletres de Barcelona.

## Obres
- Lo llibre de les dones de Francesc d'Eiximenis (1980) amb F. Naccarato.
- Repertori d'expressions multinominals i de grups de sinònims en traduccions catalanes antigues (premi Nicolau d'Olwer, 1989).
- La geometria secreta del tapís de Girona a Revista de Girona, 1991.
- De la traducció literal a la creació literària (premi Serra d'Or 1996).
- Entorn de les edicions de textos medievals a Estudis Romànics, 2004.